# Borgmästaregården
Borgmästaregården is een woonwijk in het stadsdeel Väster van de Zweedse stad Malmö. De wijk telt 2410 inwoners (2013) en heeft een oppervlakte van 0,26 km². Borgmästaregården bestaat voornamelijk uit flats, deze bepalen het gezicht van de stad bij binnenkomst. Verder beschikt de wijk over een medisch centrum en een verpleeghuis.